# Parmenonta dominicana
Parmenonta dominicana är en skalbaggsart som beskrevs av Maria Helena M. Galileo och Martins 2004. Parmenonta dominicana ingår i släktet Parmenonta och familjen långhorningar. Inga underarter finns listade i Catalogue of Life.